# Clemenzia di Zähringen
Clemenzia di Zähringen (... – 1173 circa) fu duchessa consorte di Sassonia dal 1147 e di Baviera dal 1156 fino al 1162 e poi contessa consorte di Savoia, dal 1164 alla sua morte.

## Origine
Clemenzia, secondo il Chronicon Sancti Michaelis Luneburgensis, era figlia del duca di Zähringen e Rector Burgundiae, Corrado I, e, come conferma il Gisleberti Chronicon Hanoniense, di Clemenzia di Namur, che, secondo la Chronica Albrici Monachi Trium Fontium, era figlia del conte di Namur, Goffredo I e della sua seconda moglie, Ermesinda di Lussemburgo, figlia del conte di Lussemburgo, Corrado I e di Clemenza d'Aquitania, figlia, secondo La comtesse Reine di Ad. Fabri era discendente dai conti di Poitiers e duchi d'Aquitania di Pierre-Guillaume VII, duca d'Aquitania e conte di Poitiers.
Corrado I di Zähringen, come conferma la Genealogia Zaringorum era figlio del duca di Svevia e duca di Zähringen, Bertoldo II, e della moglie, Agnese di Rheinfelden, figlia del duca di Svevia e anti-re, Rodolfo di Rheinfelden e della moglie, Adelaide di Savoia.

## Biografia

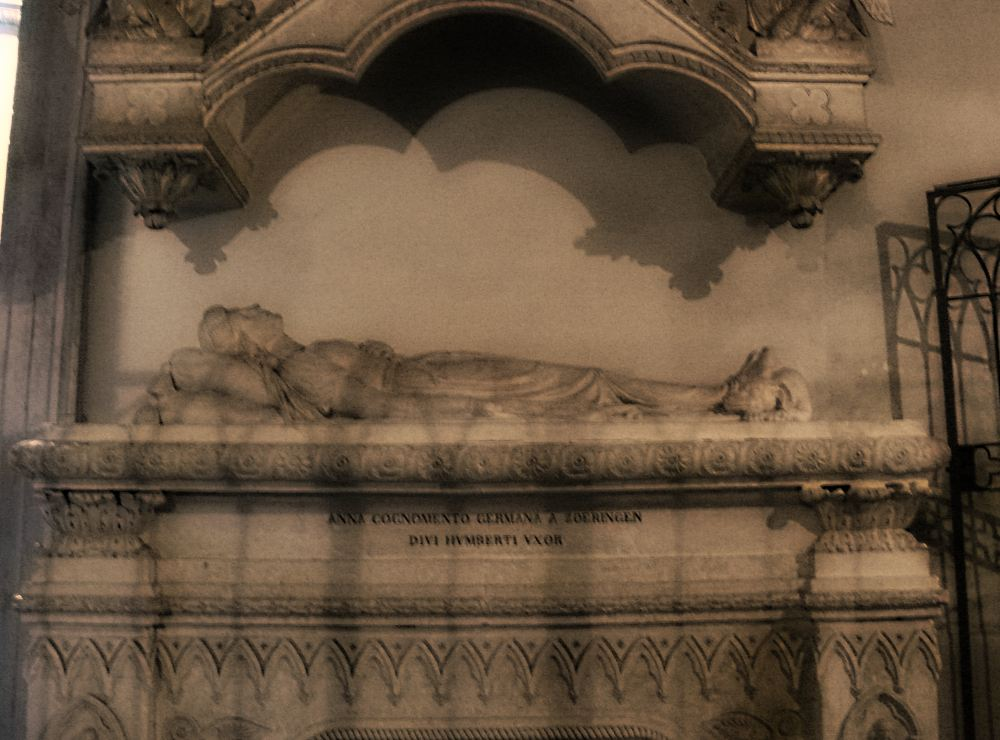
Tomba di Clemenzia di Zähringen nell'abbazia di Altacomba

Nella politica di contrapposizione al casato degli Hohenstaufen, suo padre Corrado I si avvicinò al casato dei Welfen, e per rafforzare questa alleanza, fra Corrado I e i Welfen della Germania meridionale, Clemenzia, nel 1147, fu data in moglie, come conferma anche la Helmoldi Chronica Slavorum II, al duca di Sassonia, Enrico il Leone, figlio di Enrico l'Orgoglioso (duca di Baviera, Sassonia e marchese di Toscana) e di Gertrude di Sassonia, e cugino dell'imperatore Federico Barbarossa (figlio di Giuditta di Baviera, duchessa di Svevia, sorella di Enrico l'Orgoglioso).
A suo marito, Enrico il Leone, a Ratisbona, il 17 settembre 1156, fu conferito anche il titolo di duca di Baviera, da cui venne distaccato il neonato ducato d'Austria, dato a Enrico II di Babenberg, detto Jasomirgott, precedente duca di Baviera.
Clemenzia, fu la prima moglie di Enrico il Leone e, in dote aveva portato delle terre attorno a Badenweiler che Enrico poi cedette a Federico Barbarossa nel 1158 ricevendo in cambio altre terre.
Dopo questi avvenimenti rapporti tra suo marito, Enrico e Federico Barbarossa erano ottimi, mentre tra il fratello di Clemenzia, il duca di Zähringen, Bertoldo IV, che nel 1152, aveva in pratica perso il titolo di Rector Burgundiae, in quanto Federico Barbarossa aveva sposato la contessa di Borgogna, Beatrice e Federico erano più problematici; questa situazione portò Enrico a decidere di ripudiare Clemenzia per poter salvaguardare l'alleanza con l'imperatore. I due si separarono formalmente a Costanza il 23 novembre 1162.
Clemenzia rimase quindi libera per un paio d'anni quando, anche per la ricerca di una nuova alleanza con i Savoia da parte di Bertoldo, come viene confermato dallo storico inglese Charles Previté-Orton, si sposò in seconde nozze, diventando la sua terza moglie, con il conte di Savoia e conte d'Aosta e Moriana, Umberto III di Savoia, che, secondo lo storico francese, Samuel Guichenon, nel suo Histoire généalogique de la royale maison de Savoie, era il figlio maschio primogenito del settimo conte di Savoia e conte d'Aosta e Moriana, che era stato il primo ad assumere il titolo di conte di Savoia, Amedeo III, e di Matilde di Albon, figlia del conte d'Albon Ghigo III, e  e della moglie Regina detta Matilde (Regina nominate Maheldis), di ascendenze inglesi (Dominus Vuigo comes et uxor eius Regina quæ fuit de Anglia), come viene descritta dal documento n° 17 del Cartulare monasterii beatorum Petri et Pauli de Domina, forse figlia illegittima di Edgardo Atheling, ultimo discendente del casato del Wessex, oppure di Eremburga di Mortain e del primo conte di Sicilia, Ruggero I di Sicilia.
La prima moglie, secondo lo storico francese, Victor Flour de Saint-Genis, era stata Faidiva di Tolosa (1133 circa-1154), che non gli aveva dato eredi, mentre la seconda, come viene confermato dalla Genealogica Comitum Flandriæ Bertiniana, Continuatio Leidensis et Divionensis, era stata Gertrude delle Fiandre (1135-1186); il matrimonio viene confermato da Charles Previté-Orton, il quale sostiene che ci furono incomprensioni tra i coniugi e Umberto fece imprigionare la moglie, che fu rimessa in libertà solo dopo l'intervento del fratello, Filippo, e dalla quale divorziò nel 1163; anche Gertrude non gli diede figli.
Umberto si era ritirato nell'abbazia di Aulps, vestendo l'abito bianco dei monaci dell'ordine dei Certosini; tuttavia poiché, per la contea, occorreva un erede, Umberto III, si alleò con gli Zähringen e, nel 1164, si sposò con Clemenzia.
Clemenzia morì nel 1173 circa, lasciando Umberto di nuovo senza un erede maschio; il documento n° CCCXLV del Regesta comitum Sabaudiae, datato 1173, fa riferimento a Clemenzia, senza nominarla (ex relicta Henrici ducis), per cui si risposò una quarta volta con Beatrice del Viennois da cui, finalmente ebbe l'erede, Tommaso I di Savoia.

## Figli
Clemenzia ad Enrico diede tre figli:
- Enrico di Baviera, morto bambino, secondo il Chronicon Sancti Michaelis Luneburgensis, per essere caduto da un tavolo (cadens de mensa)[2];
- Gertrude di Baviera (1155-1197), che, nel 1166, sposò il duca di Svevia Federico IV di Hohenstaufen[10] e successivamente, dopo essere rimasta vedova di Federico, come conferma anche la Helmoldi Chronica Slavorum II, nel 1177, Canuto, il figlio primogenito del re di Danimarca, Valdemaro I[25];
- Richenza di Baviera (1157 circa- prima del 1168), fidanzata al figlio primogenito del re di Danimarca, Valdemaro I[23].

Clemenzia ad Umberto diede due o tre figlie:
- Sofia (1165 – 1202), andata sposa al Marchese d'Este, Azzo VI (1170 – 1212), come riporta il documento n° CDVII del Regesta comitum Sabaudiae[28];
- Alice (1166-1178), fidanzata a Giovanni d'Inghilterra, come viene confermato dal documento n° 31 del Peter der Zweite, Graf von Savoyen, Markgraf in Italien, controfirmato da Guglielmo fratello del conte Umberto III (Willelmus frater comitis)[29] e come riporta lo storico normanno, priore dell'abbazia di Bec e sedicesimo abate di Mont-Saint-Michel, Roberto di Torigni[30]; ma il matrimonio non ebbe luogo, per la precoce morte di Alice;
- Eleonora (1167 – 1204), andata sposa nel 1197 a Bonifacio I († 1207), marchese del Monferrato e re di Tessalonica[27].

## Ascendenza
|                          |                             |                          | Genitori                  |  |  | Nonni |  |  | Bisnonni                                  |  |  | Trisnonni                 |  |
|                          |                             |                          |                           |  |  |       |  |  | Bertoldo I di Zähringen, duca di Carinzia |  |  | Bezelino di Villingen (?) |  |
|                          |                             |                          |                           |  |  |       |  |  | Bertoldo I di Zähringen, duca di Carinzia |  |  | Bezelino di Villingen (?) |  |
|                          |                             | …                        |                           |  |  |       |  |  | Bertoldo I di Zähringen, duca di Carinzia |  |  |                           |  |
| Bertoldo II di Zähringen |                             |                          |                           |  |  |       |  |  | Bertoldo I di Zähringen, duca di Carinzia |  |  |                           |  |
|                          |                             | Richwara di Carinzia     | …                         |  |  |       |  |  |                                           |  |  |                           |  |
|                          |                             | Richwara di Carinzia     | …                         |  |  |       |  |  |                                           |  |  |                           |  |
|                          |                             | Richwara di Carinzia     | …                         |  |  |       |  |  |                                           |  |  |                           |  |
| Corrado I di Zähringen   |                             | Richwara di Carinzia     |                           |  |  |       |  |  |                                           |  |  |                           |  |
|                          |                             | Rodolfo di Svevia        | Kuno di Rheinfelden       |  |  |       |  |  |                                           |  |  |                           |  |
|                          |                             | Rodolfo di Svevia        | Kuno di Rheinfelden       |  |  |       |  |  |                                           |  |  |                           |  |
|                          |                             | Rodolfo di Svevia        | …                         |  |  |       |  |  |                                           |  |  |                           |  |
| Agnese di Rheinfelden    |                             | Rodolfo di Svevia        |                           |  |  |       |  |  |                                           |  |  |                           |  |
|                          |                             | Adelaide di Savoia       | Oddone di Savoia          |  |  |       |  |  |                                           |  |  |                           |  |
|                          |                             | Adelaide di Savoia       | Oddone di Savoia          |  |  |       |  |  |                                           |  |  |                           |  |
|                          |                             | Adelaide di Savoia       | Adelaide di Susa          |  |  |       |  |  |                                           |  |  |                           |  |
| Clemenzia di Zähringen   |                             | Adelaide di Savoia       |                           |  |  |       |  |  |                                           |  |  |                           |  |
|                          | Alberto III, conte di Namur | Alberto II di Namur      |                           |  |  |       |  |  |                                           |  |  |                           |  |
|                          | Alberto III, conte di Namur | Alberto II di Namur      |                           |  |  |       |  |  |                                           |  |  |                           |  |
|                          | Alberto III, conte di Namur | Regelinda di Lotaringia  |                           |  |  |       |  |  |                                           |  |  |                           |  |
| Goffredo I di Namur      | Alberto III, conte di Namur |                          |                           |  |  |       |  |  |                                           |  |  |                           |  |
|                          |                             | Ida di Sassonia          | Bernardo II di Sassonia   |  |  |       |  |  |                                           |  |  |                           |  |
|                          |                             | Ida di Sassonia          | Bernardo II di Sassonia   |  |  |       |  |  |                                           |  |  |                           |  |
|                          |                             | Ida di Sassonia          | Eilika di Schweinfurt     |  |  |       |  |  |                                           |  |  |                           |  |
| Clemenza di Namur        |                             | Ida di Sassonia          |                           |  |  |       |  |  |                                           |  |  |                           |  |
|                          |                             | Corrado I di Lussemburgo | Giselberto di Lussemburgo |  |  |       |  |  |                                           |  |  |                           |  |
|                          |                             | Corrado I di Lussemburgo | Giselberto di Lussemburgo |  |  |       |  |  |                                           |  |  |                           |  |
|                          |                             | Corrado I di Lussemburgo | …                         |  |  |       |  |  |                                           |  |  |                           |  |
| Ermesinde di Lussemburgo |                             | Corrado I di Lussemburgo |                           |  |  |       |  |  |                                           |  |  |                           |  |
|                          |                             | Clemenza d'Aquitania     | Guglielmo VII d'Aquitania |  |  |       |  |  |                                           |  |  |                           |  |
|                          |                             | Clemenza d'Aquitania     | Guglielmo VII d'Aquitania |  |  |       |  |  |                                           |  |  |                           |  |
|                          |                             | Clemenza d'Aquitania     | Ermesinda di Lotaringia   |  |  |       |  |  |                                           |  |  |                           |  |
|                          |                             | Clemenza d'Aquitania     |                           |  |  |       |  |  |                                           |  |  |                           |  |

### Fonti primarie
- (LA)  Monumenta Germaniae Historica, Scriptores (in Folio) (SS), tomus V
- (LA)  Monumenta Germaniae Historica, Scriptores, tomus IX.
- (LA)  Monumenta Germaniae Historica, Scriptores, tomus XIII.
- (LA)  Monumenta Germaniae Historica, Scriptores, tomus XXI)
- (LA)  Monumenta Germaniae Historica, Scriptores, tomus XXIII)
- (LA)  Regesta comitum Sabaudiae
- (LA)  Peter der Zweite, Graf von Savoyen, Markgraf in Italien
- (LA)  Chronique de Robert de Torigni, abbé du Mont-Saint-Michel, Volume 2
- (LA)  Cartulare monasterii beatorum Petri et Pauli de Domina.
- (LA)  Regeste dauphinois, ou Répertoire chronologique et analytique des documents, tome I.

### Letteratura storiografica
- (FR)  Histoire de Savoie, d'après les documents originaux,... par Victor ... Flour de Saint-Genis. Tome 1
- (FR)  Histoire généalogique de la royale maison de Savoie, justifiée par titres, ..par Guichenon, Samuel
- (EN)  The Early History of the House of Savoy (1000-1233)
- (FR)  Fabri, La comtesse Reine
- Austin Lane Poole, Federico Barbarossa e la Germania, vol. IV, cap. XXIV, in: Storia del mondo medievale, 1999, pp. 823–858